# 佛圖關碑記石刻
佛圖關碑記、石刻位於重慶市渝中区两路口街道佛图关公园内，文物遺址年代為唐、宋、清，1987年1月23日列為重慶市第二批市級文物保護單位初定名單。1992年3月19日列為重慶市第二批市級文物保護單位。2009年12月15日列為第二批重慶市文物保護單位。